# مارکوس سومتس
مارکوس سومتس (استونیایی: Markus Soomets؛ زادهٔ ۲ مارس ۲۰۰۰) بازیکن فوتبال اهل استونی است.
وی همچنین در تیم‌های ملی فوتبال زیر ۱۷ سال استونی، زیر ۱۹ سال استونی، زیر ۲۱ سال استونی، زیر ۲۳ سال استونی، و استونی بازی کرده‌است.